# Саффолк (Вірджинія)
Саффолк (англ. Suffolk) — незалежне місто в США,  в штаті Вірджинія. Населення — 94 324 особи (2020).

## Географія
Саффолк розташований за координатами 36°41′50″ пн. ш. 76°38′5″ зх. д. / 36.69722° пн. ш. 76.63472° зх. д. ( 36.697157, -76.634781).  За даними Бюро перепису населення США в 2010 році місто мало площу 1111,34 км², з яких 1036,43 км² — суходіл та 74,91 км² — водойми.

## Демографія
Згідно з переписом 2010 року, у місті мешкало 84 585 осіб у 30 868 домогосподарствах у складі 23 135 родин. Густота населення становила 76 осіб/км².  Було 33035 помешкань (30/км²). 
Расовий склад населення:
| - 52,3 % — білих - 42,7 % — чорних або афроамериканців - 1,6 % — азіатів - 0,3 % — корінних американців - 0,1 % — вихідців з тихоокеанських островів |

До двох чи більше рас належало 2,3 %. Іспаномовні складали 2,9 % від усіх жителів.
За віковим діапазоном населення розподілялося таким чином: 26,2 % — особи молодші 18 років, 62,3 % — особи у віці 18—64 років, 11,5 % — особи у віці 65 років та старші. Медіана віку мешканця становила 37,9 року. На 100 осіб жіночої статі у місті припадало 92,3 чоловіків;  на 100 жінок у віці від 18 років та старших — 88,9 чоловіків також старших 18 років.
Середній дохід на одне домашнє господарство  становив 79 880 доларів США (медіана — 65 499), а середній дохід на одну сім'ю — 89 331 долар (медіана — 75 719). Медіана доходів становила 55 498 доларів для чоловіків та 38 910 доларів для жінок. За межею бідності перебувало 11,5 % осіб, у тому числі 17,8 % дітей у віці до 18 років та 9,8 % осіб у віці 65 років та старших.
Цивільне працевлаштоване населення становило 39 589 осіб. Основні галузі зайнятості: освіта, охорона здоров'я та соціальна допомога — 24,3 %, виробництво — 12,1 %, роздрібна торгівля — 11,5 %.